# Бангладешско-казахстанские отношения
Бангладешско-казахстанские отношения являются двусторонними отношениями между Бангладеш и Казахстаном. Президент Бангладеш Яджуддин Ахмед сказал, что две страны поддерживают тёплые дипломатические отношения и работают над их дальнейшим укреплением. Обе страны являются членами Организации исламского сотрудничества. Ни у одной из стран нет постоянного посла. В 2009 году Казахстан объявил о намерении открыть консульство в Дакке.

## Визиты на высшем уровне
Бывшая министр иностранных дел Бангладеш Дипу Мони посетила Астану в 2012 году.

## Экономическое сотрудничество
И Бангладеш, и Казахстан заинтересованы в расширении двусторонней торговли и предпринимают различные меры в этом отношении. Бангладешские товары, включая джут, изделия из джута, чай, лекарства и одежду, были определены как товары с высоким потенциалом на рынке Казахстана. В 2008 году две страны сформировали совместную экономическую комиссию для увеличения экономической активности между двумя странами. В 2012 году Бангладеш получил беспошлинный доступ на рынок Казахстана. В 2013 году высокопоставленная бизнес-делегация из Бангладеш во главе с бывшим министром торговли Махбубом Ахмедом посетила Казахстан, чтобы изучить пути увеличения двусторонней торговли.